# Chrotogonus brachypterus
Chrotogonus brachypterus är en insektsart som beskrevs av Bolívar, I. 1902. Chrotogonus brachypterus ingår i släktet Chrotogonus och familjen Pyrgomorphidae. Inga underarter finns listade i Catalogue of Life.